# Sekstyna
Sekstyna, także sestyna (fr. sextine, od łac. sextus ’szósty‘) – strofa sześciowersowa, najczęściej o wersach jedenasto- albo ośmiozgłoskowych i układzie rymów ababcc. Nazywana czasem sekstyną epicką dla odróżnienia od sestyny lirycznej.

## Budowa
Sekstyna może mieć postać zarówno strofy izometrycznej (wersy o tej samej liczbie sylab), jak i heterometrycznej (wersy o różnej liczbie sylab). Sekstyna izometryczna złożona z wersów jedenastozgłoskowych jest nazywana sekstyną właściwą. W tej wersji pojawiła się już w średniowiecznej poezji francuskiej i włoskiej, jak również angielskiej (poemat Wenus i Adonis Williama Shakespeare’a i liryka Thomasa Campiona), a do literatury polskiej została wprowadzona przez Jana Kochanowskiego. Była jedną z najpopularniejszych form stroficznych poezji polskiego oświecenia. W romantyzmie stosował ją głównie Juliusz Słowacki. W pozytywizmie wykorzystywali ją często Adam Asnyk i Maria Konopnicka. Strofę tę w wierszach lirycznych kojarzono przede wszystkim z tematyką podniosłą, refleksyjną, religijną i patriotyczną. W dłuższych poematach narracyjnych, dumach i balladach pojawiały się sekstyny o rozmaitym zakresie sylabicznym wersów, z tendencją do rytmizacji sylabotonicznej. Pod względem rymowania sekstyna ababcc sytuuje się w jednym szeregu ze strofą królewską ababbcc i oktawą abababcc.

## Strofa Słowackiego
Odmianą sekstyny jest strofa Słowackiego, użyta w Hymnie, składająca się z wersów jedenastozgłoskowych i pięciozgłoskowych w porządku 11/11/11/5/11/5. Zwrotki tej użyła też Maria Konopnicka w wierszu Contra spem spero.

## Przykład
Przykładem konsekwentnego zastosowania sekstyny może być Podróż do Ziemi Świętej z Neapolu Juliusza Słowackiego, której fragmentem jest Grób Agamemnona:
Tu świerszcze polne, pomiędzy kamienie
Przed nadgrobowym pochowane słońcem,
Jakby mi chciały nakazać milczenie:
Sykają. – Strasznym jest Rapsodu końcem:
Owe sykanie co się w grobach słyszy –
Jest objawieniem – jest i pieśnią ciszy.

## Sekstyna w literaturach świata
Sekstyna należy do najpopularniejszych strof poezji światowej. W literaturze angielskiej strofę tę stosowali między innymi Robert Browning (Count Gismond--Aix in Provence) i Matthew Arnold (Stanzas from the Grande Chartreuse). W literaturze amerykańskiej sekstyny używała w cyklu Epoki (obok strofy królewskiej) Emma Lazarus. W literaturze włoskiej sekstyny użył Giacomo Leopardi w przekładzie przypisywanej Homerowi Wojny żab z myszami (La guerra dei topi e delle rane). W literaturze niemieckiej Friedrich Schiller napisał sekstyną balladę Der Taucher (Nurek). Na Litwie sekstyną posługiwał się nią Maironis. W Czechach schematu ababcc używał Šebestián Hněvkovský. Jaroslav Vrchlický zastosował sekstynę w ośmiozwrotkowym wierszu První láska (Pierwsza miłość) z tomu Eklogy a písně (Eklogi i pieśni). Natomiast w literaturze słowackiej Ľudovít Štúr ułożył nią poemat epicki Matúš z Trenčína (Mateusz z Trenczyna).